# Virginia Zeani

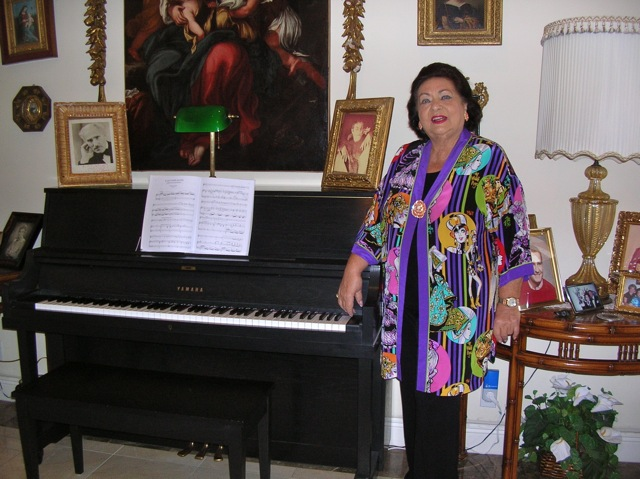
Virginia Zeani în 2010

Virginia Zeani (născută Virginia Zehan; n. 21 octombrie 1925, Solovăstru, România – d. 20 martie 2023, West Palm Beach, Florida, SUA) a fost o renumită solistă română de operă, una din cele mai prestigioase soprane lirice din anii 1950, anii 1960 și anii 1970, timp de 25 de ani fiind "prima donna assoluta" a teatrului de Operă din Roma, unde a cântat cu cei mai renumiți tenori, de la Beniamino Gigli și Ferruccio Tagliavini până la Luciano Pavarotti și Plácido Domingo.

## Studiile
După ce începuse să studieze literatura și filozofia la Universitatea din București, a luat lecții de canto cu Lucia Anghel, continuând apoi cu soprana și pedagoga Lidia Lipkovskaia. La 19 ani și-a terminat studiile muzicale în Italia, cu tenorul Aureliano Pertile, solistul preferat al lui Arturo Toscanini. Grație acestei baze excelente de educație muzicală și tehnicii vocale superioare, Virginia Zeani a reușit să mențină un standard de prim rang de-a lungul celor 30 de ani de carieră internațională, interpretând peste 60 de roluri diferite. Debutul său a avut loc în 1948 cu un răsunător succes pe scena Teatrului Comunal de Operă din Bologna în rolul Violettei din opera "La Traviata" de Giuseppe Verdi, rol cu care urma să se afirme pe marile scene ale lumii, inclusiv Metropolitan Opera din New York, Teatrul Bolșoi din Moscova sau Covent Garden din Londra. Printre alte roluri din prima perioadă a carierei sale se numără și Mimi din Boema de Giacomo Puccini, Margareta din Faust de Charles Gounod și rolul titular din Manon de Jules Massenet, pe care l-a cântat alături de celebrul Beniamino Gigli. Opere de Gioacchino Rossini, Vincenzo Bellini și Gaetano Donizetti (Lucia di Lammermoor, L'Elisir d'Amore, I Puritani), arii și opere celebre în care a cântat prin toată Europa i-au stabilit o reputație de necontestat în repertoriul de "Bel Canto".

## Cariera artistică
În 1955 Virginia Zeani a debutat la Opera din Roma unde a fost distribuită în numeroase roluri, fiind apreciată în termenii cei mai înalți. Două producții importante au fost montate acolo special pentru ea: Alzira de Verdi și "Otello" de Rossini, opere care nu fuseseră încă reluate în secolul XX. Unul din marile sale triumfuri a fost interpretarea rolului Desdemonei, triumf repetat în 1966 când, împreună cu ansamblul Operei din Roma, apare pe scena Deutsche Oper Berlin și la Metropolitan Opera din New York.
În 1956 a fost invitată la Teatro alla Scala din Milano, unde a fost distribuită într-o producție nouă a operei "Giulio Cesare" de Georg Friedrich Haendel, alături de basul Nicola Rossi-Lemeni (cu care se va căsători un an mai târziu), mezzosoprana Giulietta Simionato și tenorul Franco Corelli. În anul următor cântă rolul Blanche de la Force, creat special pentru ea de compozitorul Francis Poulenc în premiera mondială a operei Dialogues des carmélites.
Datorită maturității și excelentei calități a tehnicii sale vocale, Virginia Zeani a evoluat de la soprană de coloratură, la soprană lirică și la soprană dramatică, ceea ce i-a permis să-și lărgească treptat repertoriul cu rolurile de bază din operele "Don Carlos" și "Otello" de Verdi, rolul Tatianei din "Eugen Oneghin" de Ceaikovski și chiar două roluri wagneriene, Senta din "Olandezul zburător" și Elsa din "Lohengrin".
De-a lungul întregii sale cariere Virginia Zeani a fost omagiată pentru calitățile sale de dinamism teatral, vitalitate și sensibilitate. Vocea sa a demonstrat o mare flexibilitate, emisă cu o remarcabilă competență tehnică, extinsă de la notele calde din piept până la înaltele acute. Zeani a cântat cu o impecabilă frazare, cu intensitate și convingere dramatică.
Virginia Zeani a înregistrat pe discuri mai multe albume selective și versiuni complete ale operelor "La Traviata" de Verdi și "Tosca" de Puccini. Multe din performanțele sale au rămas gravate pe "Legendary Recordings". Virginia Zeani a fost din 1983 profesoară de canto (Distinguished Professor) la Indiana University, School of Music, din Bloomington, Indiana. Una din cele mai bune eleve ale ei este soprana Angela Brown, care - în anul 2004 - a debutat cu mult succes pe scena Operei Metropolitan din New York în rolul titular din opera "Aida" de Verdi. În 1991 a decedat soțul Virginiei Zeani, basul Nicola Rossi-Lemeni.

## Rezistența greco-catolică
Virginia Zeani a fost o credincioasă a Bisericii Române Unite cu Roma, Greco-Catolică. În august 1971 a participat la înmormântarea unchiului ei, Ioan Zehan, la Solovăstru. Slujba de înmormântare, la care conform documentelor Securității au participat circa 4.000 de persoane, a fost oficiată de episcopul greco-catolic (clandestin), Alexandru Todea, care a ținut și predica. Protopopul ortodox de atunci al Reghinului, preotul Mihai Ciobanu, neliniștit de activitatea pastorală a episcopului Alexandru Todea, s-a exprimat astfel: „Îl trimit eu de unde a venit” (adică la închisoare).

## Distincții
Virginia Zeani a fost distinsă cu titlul de doctor honoris causa al Universității Naționale de Muzică București în anul 2000, precum și al Universității Babeș-Bolyai din Cluj, la propunerea Facultății de Teologie Greco-Catolică.
Pe data de 11 mai 2011 regele Mihai I i-a acordat Decorația Regală „Nihil Sine Deo”.
La 21 octombrie 2022 a fost inclusă în OPERA America Hall of Fame.